# Долан, Пол (учёный)
Пол Долан (род. 10 мая 1968, Лондон) — британский учёный и писатель. Руководитель департамента и профессор поведенческих наук в Лондонской школе экономики и политических наук. Научные интересы  связаны с изучением феномена счастья, его причин и следствий как для личности, так и для общества в целом. Является автором двух популярных книг: «Happiness by Design» () и «Happy Ever After» .

## Образование
Вырос в лондонском районе Hackney Central. До него никто в семье не учился в университете.
Получил степень по экономике в Университете Суонси в 1989 году. Степени магистра и доктора он получил в Йоркском университете в 1991 и 1997 годах соответственно.

## Вклад в науку
Имеет более 100 рецензируемых публикаций, которые охватывают множество тем, включая поведенческие науки, субъективное благополучие, справедливость в отношении здоровья и оценку здоровья. В настоящее время  занимает должность главного научного советника по экономической оценке правительства Великобритании. Также является членом Комиссии по благосостоянию Национальной академии наук и Национального консультативного форума по измерению благополучия. Кроме того, он приглашённый профессор в Имперском колледже Лондона.
Является автором доклада «Mindspace», опубликованного кабинетом министров Великобритании, касающегося применения психологических и поведенческих наук к социальной политике.
В 2013 году прочитал Королевскую лекцию «Счастье по расчёту» в Берлине. Неоднократно выступал на различных национальных и международных встречах и конференциях и в средствах массовой информации, например в телевизионной программе BBC1 «Похудеть для любви». Газета The Times назвала его одним из величайших умов мира.

## Книги

### Happiness By Design
28 августа 2014 года вышла книга Долана «Happiness By Design» с предисловием лауреата Нобелевской премии Даниэля Канемана. Книга посвящена использованию науки о поведении для достижения индивидуального счастья.

### Happy Ever After
В январе 2019 года вышла в свет книга «Happy Ever After». Книга получила как положительные отзывы за творческий подход к теме, так и отрицательные — за спорный статистический анализ.
The Times писала, что Happy Ever After содержит «много удивительных идей». Книга опирается на исследования, касающиеся благополучия, неравенства и дискриминации.
В книге обсуждаются мнения о связи брака и счастья, например о том, что незамужние женщины счастливее замужних. Сам Долан сказал по этому поводу: «Женатые люди счастливее, чем другие подгруппы населения, но только когда их супруг находится в комнате, когда их спрашивают, насколько они счастливы. Когда супруга нет, ответ: чертовски плохо». По мнению экономиста Грея Кимбро, выводы Долана не были подтверждены источниками, приведёнными в книге.
Позднее Долан отозвал своё заявление насчёт «присутствующего супруга». Это опровержение было опубликовано в The Guardian. В дополнение к этому он сообщил своему редактору, чтобы книгу можно было пересмотреть. Он объяснил, что имела место ошибка интерпретации. При этом он уточнил, что «всё ещё кажется справедливым, что мужчины выигрывают больше от брака, чем женщины», Долан также утверждает: «…если вы мужчина, вы, вероятно, должны жениться; если вы женщина, не стоит беспокоиться».
По мнению издания The Globe and Mail, «самые зажигательные претензии Долана основаны на неправильном прочтении данных».

## Предпочтения
В сообщении Долана в «Гардиан» 22 ноября 2014 года, говорится:

Я не прочёл ни одного романа за свою жизнь. Жизнь коротка, и я решил заполнить её деятельностями, отличными от чтения выдуманных историй. Каждому своё, да?
Оригинальный текст (англ.)I have never read a novel in my life. There are only so many hours in the day and I have decided to fill them with activities other than reading made-up stories. Each to their own, eh?

Увлекается культуристом.

## Награды
В 2002 году получил премию Филиппа Леверхулма за вклад в экономику здравоохранения, в частности, за работу в области исследований качества жизни с поправкой на годы (QALY).

## Избранная библиография

### Книги
- Dolan, Paul; Olsen, Jan Abel. Distributing health care: economic and ethical issues (англ.). — Oxford New York: Oxford University Press, 2002. — ISBN 9780192632531.
- Dolan, Paul. Happiness by design: change what you do, not how you think (англ.). — New York: Hudson Street Press[англ.], 2014. — ISBN 9781594632433.
- Dolan, Paul. Happy Ever After: Escaping The Myth of The Perfect Life (англ.). — London: Allen Lane, 2019. — ISBN 9780241284445.

На русском
- Пол Долан. Счастливы когда-нибудь. Почему не надо верить мифам об идеальной жизни. — М.: Альпина Паблишер, 2020. — 325 с. — ISBN 978-5-9614-2540-6.

### Статьи
- Dolan, Paul; Anand, Paul. Introduction: Equity, capabilities and health (англ.) // Social Science & Medicine[англ.] : journal. — 2005. — January (vol. 60, no. 2). — P. 219—222. — doi:10.1016/j.socscimed.2004.04.031. — PMID 15522479.
- Dolan, Paul; Metcalfe, Robert (October 2008), Comparing willingness-to-pay and subjective well-being in the context of non-market goods - CEP discussion paper no. 890 (PDF), Center for Economic Performance.

### Комментарии
1. ↑  Приблизительный перевод: «Счастье по расчёту».
2. ↑  В 2020 году вышел русский перевод «Счастливы когда-нибудь», см. раздел «Библиография»